# سارگیس خاچاطریان (کشتی‌گیر)
سارگیس خاچاتریان (پرتغالی: Sargis Khachatryan؛  زادهٔ ۱۸ آوریل ۱۹۸۹ در) کشتی‌گیر در رشته کشتی فرنگی وزن ۵۵ کیلوگرم ارمنی‌تبار اهل برزیل است که در مجموع در مسابقات قهرمانی کشتی پان‌آمرین برندهٔ ۱ مدال طلا، برندهٔ ۱ مدال نقره و برندهٔ ۱ مدال برنز شده‌است.

## نتایج مهم
| سال  | تورنمنت                              | مکان                  | نتیجه | رویداد           |
| ---- | ------------------------------------ | --------------------- | ----- | ---------------- |
| ۲۰۱۸ | Pan American Wrestling Championships | لیما، پرو             | ۱ام   | کشتی فرنگی ۵۵ ک‌گ |
| ۲۰۱۹ | Pan American Wrestling Championships | بوئنوس آیرس، آرژانتین | ۲ام   | کشتی فرنگی ۵۵ ک‌گ |
| ۲۰۲۰ | Pan American Wrestling Championships | اتاوا، کانادا         | ۳ام   | کشتی فرنگی ۵۵ ک‌گ |